# Рапалло

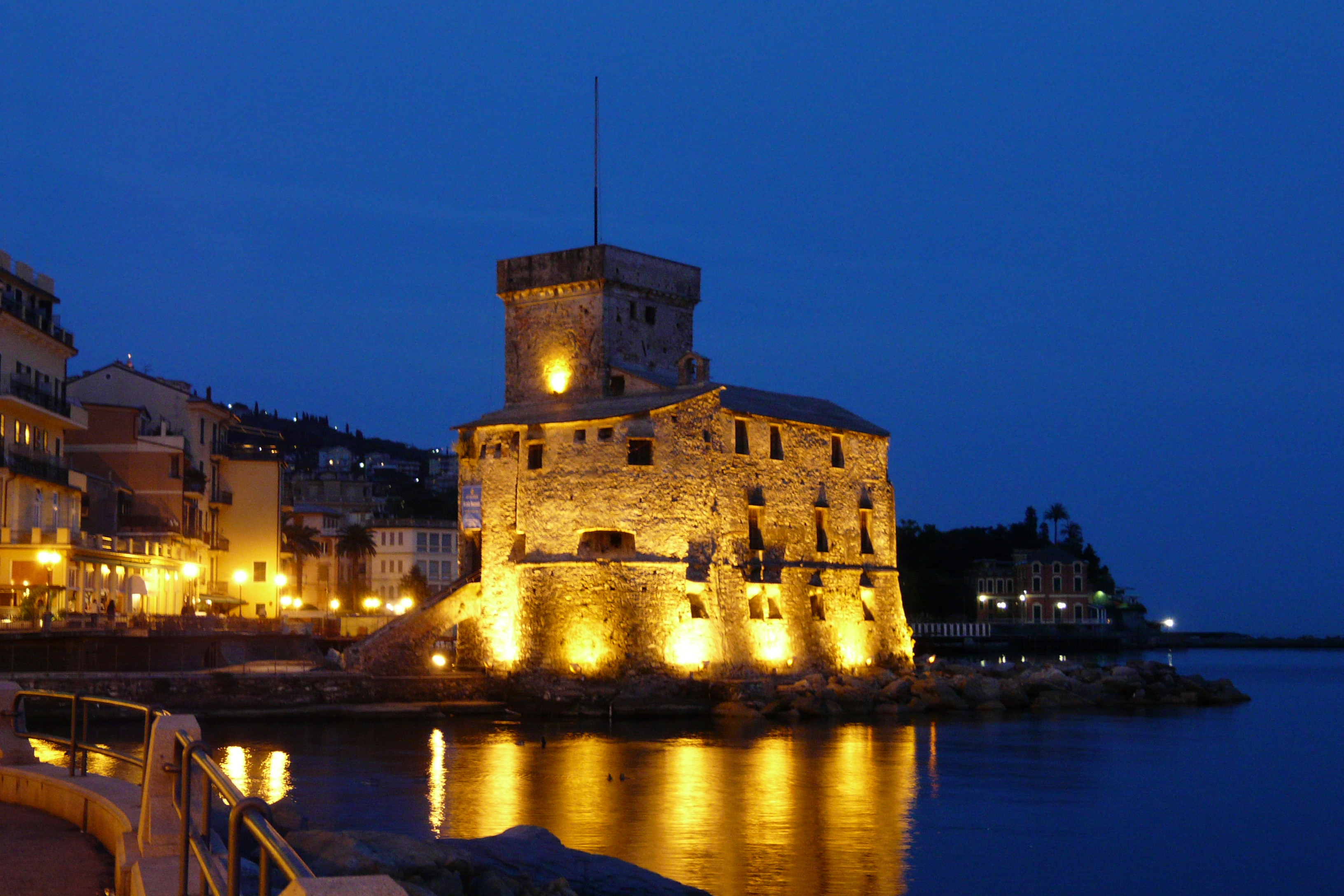
Вечірній Рапалло

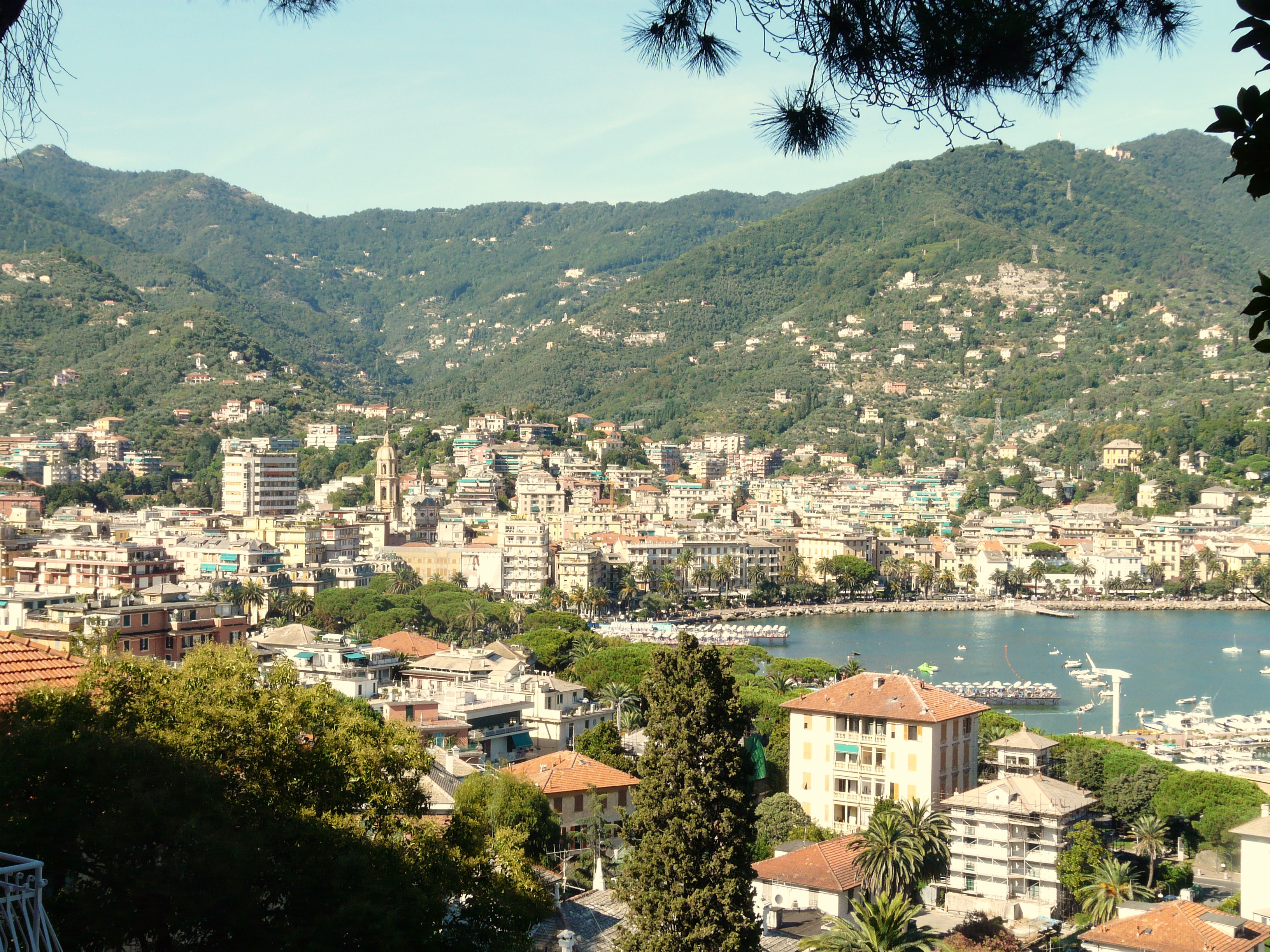
Панорама

Рапалло (італ. Rapallo, ліг. Rapallo) — муніципалітет і курортне місто (з 1957 року) на узбережжі Лігурії, у вод однойменної затоки, в Італії, у регіоні Лігурія, метрополійне місто Генуя. Населення: 30,4 тис. жителів (2007).
Рапалло розташоване на відстані близько 380 км на північний захід від Рима, 25 км на схід від Генуї.
Рапалло відоме з 964 як приморське село в межах Генуезької республіки.
У XVI столітті для відбою від піратських набігів на прибережних островах були зведені перші укріплення. Місцева церква Гервасія та Протасія була закладена в XII столітті, але згодом перебудовувалася. Поруч з Рапалло розташована католицька святиня Монталлегро.
Розвиток Рапалло як курорту з фешенебельними готелями почався після проведення залізниці з Риму на Ніццу (1868). Особливо популярний він був в «прекрасну епоху». Сюди з'їжджалися видатні літератори (Мопассан, Ніцше, Езра Паунд) та дипломати, а також представники вищої аристократії. Саме в Рапалло Ніцше почав роботу над трактатом «Так говорив Заратустра». З 1910 року англійський денді Макс Бірбом тримав у Рапалло літературний салон.
У 1917 у Рапалло пройшла конференція країн Антанти, ухвалили створити Вищу військову раду. У 1920 Італія й Югославія домовилися у Рапалло про врегулювання територіальних суперечок, а два роки по тому тут встановили дипломатичні відносини РРФСР та Німеччина.
Щорічний фестиваль відбувається 2 липня. Покровитель — Наша Пані Монталлегро.

## Демографія
Населення — 30 785 осіб (2010).
Населення за роками:

Станом на 1 січня 2023 року в муніципалітеті офіційно проживало 3517 іноземців з 83 країн, серед них 687 громадян країн Євросоюзу та 173 громадяни України.

## Сусідні муніципалітети
- Авеньо
- Камольї
- Чиканья
- Корелья-Лігуре
- Рекко
- Сан-Коломбано-Чертенолі
- Санта-Маргерита-Лігуре
- Трибонья
- Цоальї